# Borda de Coruvilla
La Borda de Coruvilla è un rifugio alpino che si trova nella Parrocchia di La Massana a 1.862 m d'altezza.